# 马赫特芬大街站
马赫特芬大街站（德語：U-Bahnhof Machtlfinger Straße）是慕尼黑地铁3号线位于慕尼黑塔尔基兴-上森德灵-福斯滕里德-菲尔斯滕里德-索恩的一座车站。